# Ilha dos Clubes

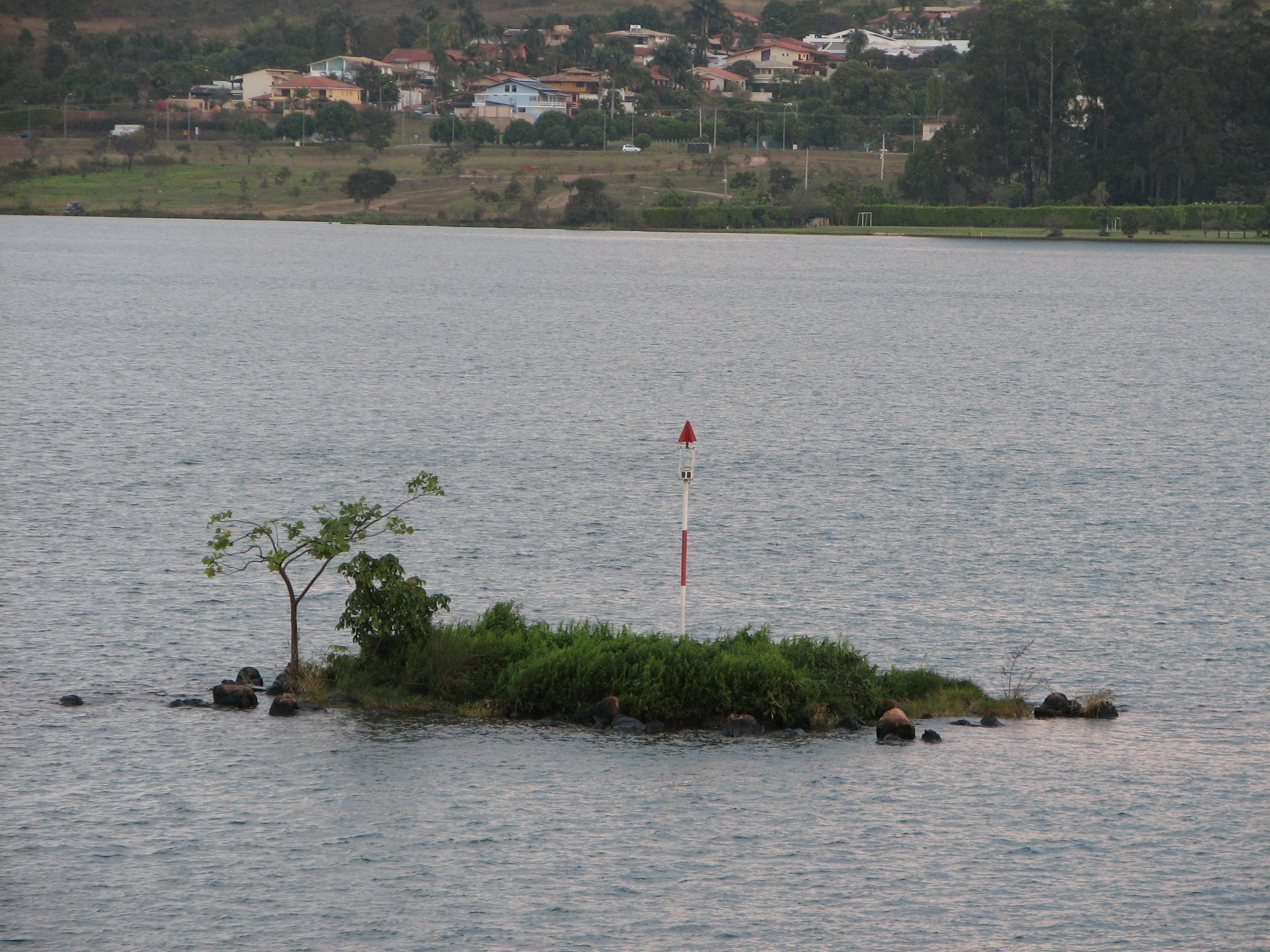
A ilha, com casas do Lago Sul ao fundo.

A Ilha dos Clubes é a menor das três ilhas do Lago Paranoá, em Brasília, Distrito Federal. Tem aproximadamente seis metros quadrados e está localizada próxima da Ponte Juscelino Kubitschek. As outras duas ilhas do lago são Ilha do Retiro e Ilha do Paranoá.